# Pachlana
Pachlana fou un estat tributari protegit, una thikana feudatària de Gwalior amb uns ingressos de tres mil lliures, governada per una dinastia rathor del clan Fatehsingot, fundada per Fateh Singh, germà petit del raja de Ratlam, al qual va succeir el seu fill Akshay Singh. Els darrers thakurs foren Jowan Singh, Jawan Singh, Kishore Singh i Sawant Singh.